# 聂华苓
聂华苓（1925年2月3日—2024年10月21日），美籍华人女作家。生於武漢，湖北應山人，1949年到臺灣，同年加入《自由中國》半月刊工作，擔任編輯至停刊。1964年赴美國定居，任教於爱荷华大学。因创办国际写作计划，有“世界文学组织之母”美譽。

## 經歷
1925年2月3日（農曆正月十一日）出生於湖北武漢，父親聶洗為貴州省平越行政專員，1936年中共紅軍攻入平越時殉難，1937年中国抗日战争全面爆發，聶華苓母親帶全家人到鄉下三斗坪避難，先後就讀恩施中學與四川長壽國立第十二中學。1944年本保送西南聯大，但聶最後選擇進入位於国立中央大学经济系，随后转入外文系，1948年畢業，同年以筆名遠方發表第一篇創作《變形蟲》。
1949年輾轉經廣州於5月時到臺灣:28，透過李中直介紹加入《自由中國》半月刊擔任編輯委員與文藝欄主編，期間長達十一年之久。與雷震、殷海光、戴杜衡等人共事，直到1960年《自由中國》停刊。
《自由中國》停刊後，聶華苓應臺靜農邀請赴國立台灣大學任教，隨後又應徐復觀之邀請在東海大學兼課任教，與作家余光中共事。1963年於美國駐華領事館的酒會上，結識應洛克菲勒基金會之邀訪台的美國詩人保罗·安格尔，安格爾邀請其赴美訪問。
1964年聶華苓赴美定居，任教于爱荷华大学，1971年與安格爾結婚。1974年曾返台會見出獄的雷震，1978年首度以探親名義返回中國大陸，於南京等地進行專題演講。1982年曾擔任美國紐斯塔國際文學獎評審委員，之後仍繼續寫作不輟。2009年獲頒花蹤文學獎，世界華文文學大獎。
2024年10月21日當地時間凌晨兩點半，聶華苓於美國艾奧瓦城家中過世，享耆壽99歲，翌日文化部部長李遠致悼詞表達哀思與敬意。

## 国际写作计划
聂华苓和安格尔於1967年创办爱荷华大学“国际写作计划”（国际作家写作室）并担任主任。在美国国务院的帮助下，“国际写作计划”发展成为具有国际声誉及规模的文化机构，已经先后接待了来自世界各地区包括台灣、日本、法国、东德、西德、菲律宾、中国大陆、印度、伊朗、南斯拉夫、罗马尼亚、波兰、土耳其、香港、阿根廷、巴拿马、柬埔寨、韩国、新加坡、利比亚、乌干达等七十来个国家和地区的近千位诗人和作家，为世界和平、文化交流与人类进步做出了贡献，被称为“世界文学组织的建筑师”、“世界文学组织之母”。

## 家庭
- 父親聶洗，字怒夫，1936年1月在貴州省平越行政專員任內，率民團抵抗中共紅軍攻城殉職[7]，登上同月26日《武漢日報》頭條[11]:序，聶華苓曾向王惕吾稱是毛澤東處決他的[12]:459。

- 弟聶華懋，又名漢仲，根據國防部空軍司令部印行的空軍殉職官兵資料，為空軍軍官學校25期驅逐組畢業，1951年3月8日在嘉義空軍基地駕駛P-51型戰機執行低空投彈訓練時與C-46型運輸機相撞殉職，官階中尉三級，墓址於現新北市新店區碧潭空軍烈士公墓。[12]:459[11]:序

聶華苓的大女兒王曉薇是在美研究中國現代文學的博士，大女婿為德國外交官陸柏赫、曾任德國在台協會創立後第一任處長，二女兒王曉藍則是職業舞者。

## 著作
- 《變形蟲》（散文 1948年 南京 雜誌）
- 《葛藤》（長篇小說 1953年 台北 自由中國雜誌社）
- 《翡翠貓》（短篇小說 1959年 台北 明華書局）
- 《夢谷集》（散文集 1965年 香港 正文出版社）
- 《一朵小白花》（短篇小說集 1968年 台北 文星書店）
- 《A Critical Biography of Shen Tsung-wen》（《沈從文評傳》 1972年 紐約 Twane Publishers出版）
- 《桑青与桃红》（長篇小說 1976年 香港 友聯出版社）
- 《台灣軼事》（短篇小說集 1980年 北京 北京出版社）
- 《三十年後》（散文集 1980年 湖北 湖北人民出版社）
- 《王大年的幾件喜事》（短篇小說集 1980年 香港 海洋文藝出版社）
- 《愛荷華札記》（散文集 1983年 香港三聯書店）
- 《黑色，黑色，最美麗的顏色》（散文集 1983年 香港三聯書店）
- 《千山外，水长流》（長篇小說 1984年 四川人民出版社）
- 《三十年後夢遊故園》（1988年 漢藝色研）
- 《人，在廿世紀》（1990年 八方文化）
- 《失去的金铃子》
- 《鹿園情事》（1994年 台北 時報文化）
- 《三生三世》（自传体小说集 2004年 台北 皇冠文化）
- 《三輩子》（自傳 2011年 台北 聯經出版）

## 譯作
- 1959年翻譯亨利·詹姆斯小說《德莫福夫人》，文學出版。
- 1960年翻譯《美國短篇小說選》，明華書局出版
- 1971年翻譯安德烈·紀德《遣悲懷》，晨鐘出版社。
- 1980年翻譯《百花齊放》，分上下兩冊
- 1981年翻譯美國短篇小說集《沒有點亮的燈》，北京出版社。

## 獲獎
- 1977年 南斯拉夫作家阿哈密德·伊瑪莫利克為首的世界各國三百多名作家提名聶華苓與安格爾為諾貝爾獎候選人。
- 1981年 與先生保罗·安格尔一起荣获美国五十州州长所颁发的文学艺术贡献奖（Award for Distinqueshed Service to the Arts）。
- 1990年 美國版《桑青與桃紅》獲美國書卷獎。
- 2009年 獲頒花蹤世界華文文學獎、馬英九總統親授二等景星勳章。
- 在美並獲三個榮譽博士學位。
- 2013年 獲頒國立中央大學榮譽博士。

## 外部連結
- 聶華苓生平年表 （页面存档备份，存于）